# ジュディノルニス
ジュディノルニス（学名 : Judinornis）は、後期白亜紀に生息した飛べない鳥の属。唯一の種であるジュディノルニス・ノゴントサヴェンシス（Judinornis nogontsavensis）のみから知られている。ジュディノルニスの化石は、南モンゴルのネメグト層の岩石から発見されており、これらの堆積物の年代は完全には解明されていないが、ジュディノルニスはおそらく約7000万年前のマーストリヒチアン初期に生息していたと考えられている。
ジュディノルニスは、白亜紀の歯があり飛翔できない潜水鳥類であるヘスペロルニス類に属していた。この系統群の他種との近縁関係は十分には解明されていないが、ジュディノルニスはより基盤的なヘスペロルニス類の一つであったとされている。